# Огнёвка жёлтая рисовая
Огнёвка жёлтая рисовая (лат. Chilo suppressalis) — бабочка семейства огнёвок-травянок, заселяет культурные, дикорастущие и сорные растения семейства злаки.

## Описание
Голова и грудь беловатые, с лёгким коричневым оттенком и небольшой примесью коричневых чешуек. У астраханской популяции усики бабочек самцов и самок без ресничек, короткие, не превышают длины половины переднего крыла. Щупики относительно длинные, более или менее прямые, торчащие вперед. Передние крылья умеренной ширины, со слегка заострённой вершиной. У самцов они серовато-коричневые с четырьмя тёмными пятнышками наискось в средней части крыла. У некоторых бабочек эти пятнышки плохо заметны или отсутствуют. Вдоль внешнего края крыла имеется ряд тёмных точек. У самок рисунок передних крыльев такой же, но они гораздо светлее, соломенного цвета. Задние крылья белые, с шелковистым блеском и короткой бахромой. Длина переднего крыла 10–16 мм; размах крыльев самца 15–17 мм, самки – 18–22 мм. Гусеницы последнего возраста достигают в длину 20–27 мм. Голова тёмно-жёлтая, переднегрудной щит жёлтый. Тело светло-жёлтое, после зимовки сероватое. Вдоль тела проходят 5 узких серо-коричневых полосок.

## Ареал
Обитает в Азии, Америке и Африке. Менее широко распространена в Европе и Австралии. В России отмечена в Приморском крае. С 1980-х годов в Дагестане и Астраханской области в стеблях риса стали обнаруживать гусениц нового вредителя. Считалось, что с появлением низкорослых толстостебельных сортов риса стеблевой мотылёк расширил круг кормовых растений. Однако результаты исследования морфологических признаков бабочек из Астраханской области свидетельствуют о том, что они не идентичны дальневосточным особям.

## Биология
Зимуют гусеницы старших возрастов в растительных остатках риса и сорняков. Диапаузирующие гусеницы могут переносить лёгкие заморозки. В большинстве областей ареала имеет два поколения в год, в менее благоприятных условиях – только одно, как например, в северной Японии. Максимально может иметь до шести поколений в год, что наблюдается в условиях тропиков. В Приморском крае, предположительно, одно поколение. Лёт бабочек с конца июля до августа. Бабочки откладывают до 300 яиц несколькими порциями с нижней стороны листа, обычно вдоль главной жилки, и покрывают их бурыми выделениями. Через 6-10 дней, гусеницы отрождаются и начинают питаться эпидермисом листа, в дальнейшем внедряясь внутрь растения. Цикл развития составляет от 35 до 70 дней.

## Хозяйственное значение
Основной вредитель риса в Японии, Китае, Индии, Бангладеш, Иране, Испании, Тайване и Вьетнаме. Гусеницы повреждают листья и стебли риса, гречихи, проса, кукурузы и злаковых сорняков. Выедание гусеницами внутренней части стебля ведет к скручиванию, засыханию, опаданию листьев. Повреждение молодых растений ведет к отмиранию точки роста и окружающих её листьев, симптом «мёртвая сердцевина» (“dead heart”). В более взрослых растениях сильное заражение ведет к образованию полностью опустошённых стеблей и пустых метёлок, симптом «белая головка» (“white head”). Одна гусеница повреждает несколько растений; серьёзные вспышки массового размножения способны уничтожить 100% урожая.

## Элементы интегрированной защиты
1) Вспахивание и орошение рисовых полей ранней весной, чтобы уничтожить перезимовавших гусениц и куколок; 2) отсрочка и синхронизация дат посадки риса, чтобы снизить благоприятность условий для откладки яиц бабочками перезимовавшего поколения; 3) использование устойчивых сортов риса; 4) использование феромонных и световых ловушек для механического уничтожения бабочек и мониторинга появления вредителя для своевременной сигнализации проведения мероприятий химической защиты посевов по пику лёта бабочек; 5) отказ от применения химических инсектицидов в течение первых 30 дней после пересадки риса, использование микробиологических инсектицидов на полях со средним уровнем повреждённости и фипронила во время массового лёта бабочек; 6) своевременное информирование фермеров о правильном использовании средств защиты растений.